# Ben Sharpsteen
Benjamin „Ben“ Sharpsteen (* 4. November 1895 in Tacoma, Washington; † 20. Dezember 1980 in Calistoga, Kalifornien) war ein US-amerikanischer Filmproduzent und Regisseur, der für The Walt Disney Company tätig war.

## Leben
Sharpsteen wuchs in Alameda, Kalifornien auf und studierte Landwirtschaft an der University of California. Er trat 1917 dem United States Marine Corps bei und kämpfte im Ersten Weltkrieg. Nach dem Krieg begann er für Hearst International Film Service als Zeichner und wechselte dann zu Paramount Studio, Jefferson Films und zuletzt zu den Max Fleischer Studios, bis er schließlich 1929 eine Anstellung bei Walt Disney fand. Sharpsteen war zunächst Animator und Regisseur bei 97 Kurz-Zeichentrickfilmen mit Micky Maus, darunter Klassiker wie Mickys Autowerkstatt,  Micky im wilden Westen und Mickys Löschzug. 1933 wurde er Talentsucher für Disney. Außerdem war er zweiter Regisseur bei den ersten Spielfilmen des Animationsstudios wie Schneewittchen und die sieben Zwerge, Pinocchio, Fantasia, Cinderella und Alice im Wunderland.
Im Jahr 1949 nahm er als Produzent des Kurzdokumentarfilms Die Robbeninsel einen Oscar entgegen. Er selbst erhielt die Auszeichnung 1959 für Tauchermädchen und war 1958 als Produzent des Kurzfilms Portugal nominiert.
Er wurde 1954 Produzent der Fernsehserie Disneyland auf ABC. Im Jahr 1962 trat er in den Ruhestand ein und ließ sich auf einem Grundstück in Calistoga nieder, wo er ein Museum einrichtete, das sowohl seiner Arbeit, als auch Samuel Brannan und der Geschichte von Napa County gewidmet ist.

## Filmografie
P = Produzent, Z = Zweitregisseur
- 1937: Schneewittchen und die sieben Zwerge (Snow White and the Seven Dwarfs) (Z)
- 1940: Fantasia (P)
- 1940: Pinocchio (Z)
- 1941: Dumbo (Z)
- 1942: The New Spirit (Z)
- 1948: Die Robbeninsel (Seal Island) (P)
- 1953: Die Wüste lebt (The Living Desert) (P)
- 1954: Wunder der Prärie (The Vanishing Prairie) (P)
- 1954: Siam – Land und Leute (Siam) (P)
- 1955: Switzerland (Kurzfilm; Regie)
- 1956: Samoa (Regie)
- 1956–1957: Disneyland (P)
- 1957: Portugal, (P + Regie)
- 1958: Tauchermädchen (Ama Girls) (Kurzfilm, P)
- 1958: Weiße Wildnis  (White Wilderness) (P)

## Auszeichnung
- 2016: Retro Hugo Award für Pinocchio aus dem Jahr 1940